# Goldielocks
Goldielocks (справжнє імʼя Елла Мянтюнен (фін. Ella Mäntynen), нар. 14 березня 2001, Йоенсуу, Фінляндія) ― фінська співачка та авторка пісень.

## Біографія
Народилася 14 березня 2001 року у музичній родині і сама почала займатися музикою вже у ранньому віці: дівчинка співала і грала на фортепіано. Вона навчалася у школі з музичним ухилом, продовжуючи розвивати свої здібності. Окрім цього вона грала у театрі і пізніше зазначала, що це захоплення вплинуло на її музичні виступи на сцені.
Зараз співачка живе в Берліні, де записує музику разом зі своїм братом, музичним продюсером Лаурі Мянтюненом.

## Карʼєра
На початку 2020 року Goldielocks підписала свій перший контракт з лейблом M-Eazy Music. На той час вона писала пісні для таких фінських співаків, як Gasellit, Isac Elliot, Abreu та Сара Сійпола. У 2022 році співачка підписала звукозаписний контракт із Sony Music Finland, після чого продовжувала писати пісні для інших артистів. У квітні 2023 року вийшов її дебютний сингл «Electrifying», у листопаді того ж року співачка випустила свій перший EP «East to South», до якого увійшло 5 композицій і який активно ротувався на радіо у Фінляндії та країнах Балтії. Співачка виступала на концертах в Ісландії, Італії й Німеччині, а також на низці музичних фестивалів у Фінляндії.
8 січня 2025 року було оголошено, що Goldielocks братиме участь у фіналі шоу Uuden Musiikin Kilpailu, переможець якого отримає право представляти Фінляндію на пісенному конкурсі Євробачення 2025. Її композиція, «Made Of», була офіційно представлена публіці вісім днів потому. 8 лютого співачка разом з іншими фіналістами виступила на «Нокіа Арені» в Тампере, але через травму голосових звʼязок та рекомендації лікаря вона не змогла виступити вживу, а натомість використала попередній запис пісні з репетиції. Набравши загалом 303 бали, вона здобула друге місце, а переможницею (з показником 430 балів) стала Еріка Вікман з піснею «Ich komme».